# Онкосфера

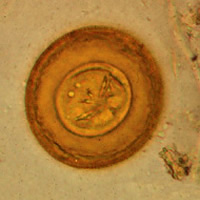
Онкосфера Hymenolepis diminuta внутри яйцевых оболочек.

Онкосфера, или шестикрючная личинка — личиночная стадия, характерная для всех ленточных червей (цестод).
На заднем конце тела имеет шесть хитиноидных крючьев, приводимых в движение специальными мышечными клетками. Ближе к переднему концу тела располагаются зародышевые (герминативные) клетки, из которых впоследствии развиваются органы более поздних стадий, и железистые клетки. Иногда имеется пара протонефридиев.
У большинства цестод онкосфера выходит из-под яйцевых оболочек (часто имеющих сложное строение и происхождение) в кишечнике промежуточных  хозяев, затем пробуравливает стенку кишечника и попадает в кровь, проделывает миграцию по кровяному руслу и оседает в тканях. У представителей отряда Pseudophyllidea онкосфера имеет ресничный покров, передвигается в воде и носит название корацидий.